# Гранвілл (Нью-Йорк)
Гранвілл (англ. Granville) — місто (англ. town) в США, в окрузі Вашингтон штату Нью-Йорк. Населення — 6215 осіб (2020).

## Демографія
Згідно з переписом 2010 року, у місті мешкало 6669 осіб у 2553 домогосподарствах у складі 1720 родин. Було 2858 помешкань
Расовий склад населення:
| - 97,8 % — білих - 0,5 % — азіатів - 0,3 % — корінних американців - 0,3 % — чорних або афроамериканців |

До двох чи більше рас належало 0,7 %. Частка іспаномовних становила 1,1 % від усіх жителів.
За віковим діапазоном населення розподілялося таким чином: 23,3 % — особи молодші 18 років, 58,9 % — особи у віці 18—64 років, 17,8 % — особи у віці 65 років та старші. Медіана віку мешканця становила 42,2 року. На 100 осіб жіночої статі у місті припадало 97,6 чоловіків;  на 100 жінок у віці від 18 років та старших — 93,9 чоловіків також старших 18 років.
Середній дохід на одне домашнє господарство  становив 54 885 доларів США (медіана — 42 316), а середній дохід на одну сім'ю — 59 248 доларів (медіана — 47 946). Медіана доходів становила 42 250 доларів для чоловіків та 30 873 долари для жінок. За межею бідності перебувало 17,1 % осіб, у тому числі 23,3 % дітей у віці до 18 років та 12,9 % осіб у віці 65 років та старших.
Цивільне працевлаштоване населення становило 2834 особи. Основні галузі зайнятості: освіта, охорона здоров'я та соціальна допомога — 24,1 %, роздрібна торгівля — 19,1 %, виробництво — 15,6 %.